# الاشتباكات العرقية في جنوب قرغيزستان (2010)
كانت الاشتباكات العرقية في جنوب قيرغيزستان بين القيرغيز والأوزبك، في المقام الأول في مدينتي أوش وجلال آباد، جزء من ثورة قيرغيزستان عام 2010 في أعقاب الإطاحة بالرئيس السابق قرمان بيك باقايف في 7 أبريل. تصاعد العنف الذي بدأ بين القيرغيز والأوزبك في 19 مايو في جلال أباد في 10 يونيو في مدينة أوش.
تطلب انتشار العنف من الحكومة المؤقتة التي أقرتها روسيا بقيادة روزا أوتونباييفا إعلان حالة الطوارئ في 12 يونيو، في محاولة للسيطرة على الوضع. شنت أوزبكستان عملية توغل محدودة للقوات في وقت مبكر، لكنها انسحبت وفتحت حدودها أمام اللاجئين الأوزبكيين. أسفرت الاشتباكات عن مقتل ما يقرب من 420 شخصًا، معظمهم من الأوزبك، وتشريد 80 ألفًا آخرين.

## خلفية

### الفترة السوفيتية
بعد ترسيم الحدود الوطنية في الاتحاد السوفيتي (1917–منتصف الثلاثينيات)، بدأت شعوب آسيا الوسطى عملية تكوين إثني بدأت في تعريف أنفسهم بأنهم «قيرغيز» أو «كازاخستانيون» أو «تركمان»، وليس بالإشارة لدينهم أو منطقتهم. كان الأشخاص الذين عرّفهم علماء الإثنوغرافيا السوفييت على أنهم قيرغيز، من البدو بشكل عام، وكان الأشخاص المعرّفون على أنهم أوزبكيون حضر. بعد تفكك الاتحاد السوفيتي، قمع الرئيس القرغيزي عسكر أكاييف القومية العرقية القرغيزية، مفضلاً الوحدة الإسلامية والتركية حتى تمت الإطاحة به في عام 2005 ثورة التوليب.

### أحداث العنف في 1990
في يونيو 1990، اندلع نزاع عنيف على الأرض بين القيرغيز والأوزبك في مدينة أوش. وطالبت مجموعة من القرغيز بمنحهم مزرعة جماعية يغلب على سكانها الأوزبك. واعترض النشطاء الأوزبكيون واندلعت اشتباكات عنيفة بين المجموعتين العرقيتين. إلى أن جاءت مجموعات من القرغيز من القرى المجاورة التي كانت اليد العليا اعلى الأوزبك. وفُرضت حالة الطوارئ وحظر التجول وأغلقت الحدود بين جمهوريتي أوزبكستان وقيرغيزستان. تم نشر القوات السوفيتية لوقف العنف. لم تتم استعادة النظام حتى أغسطس. وتتراوح التقديرات الرسمية لعدد القتلى من أكثر من 300 إلى أكثر من 600. وتتراوح الأرقام غير الرسمية إلى أكثر من 1000.

### المشاعر المعادية للأوزبك
في جنوب قيرغيزستان، كان الأوزبك العرقيون نشطين للغاية في الاقتصاد المحلي، وخاصة في التجارة والخدمات، ومؤخرًا في الزراعة أيضًا. في الرأي العام القرغيزي، حاول قادة أوزبكيون قيرغيزستانيون الأثرياء مثل قوديرجون بوتيروف تحويل هذا النفوذ الاقتصادي إلى قوة سياسية، وتعزيز القومية الأوزبكية المتشددة التي تطالب بوضع اللغة الأوزبكية الرسمية في قيرغيزستان، وعدد من المقاعد المخصصة فقط للأوزبك في برلمان قرغيزستان . يعتقد القرغيز أيضًا أن «الأوزبك يزدادون ثراءً على ظهور القرغيز المعوزين» ويسعون لتدمير وحدة قرغيزستان بدعواتهم للاستقلال اللغوي والسياسي.
في الوقت نفسه، استقبلت مدن قيرغيزستان تدفقاً جماعياً من الشباب القيرغيزي من المناطق الريفية الذين يواجهون صعوبة في العثور على عمل وسكن دائم، ومن المحتمل أن ينخرطوا في عصابات إجرامية. لا يتم اتخاذ القرارات بشأن المشكلات العرقية على مستوى الحكومة، حيث إن وجودها ذاته غير معترف به، وعلاوة على ذلك، فإن جميع المناصب الإدارية تقريبًا تشغلها عرقية قيرغيزية.
يقول العديد من الأوزبك إن الرئيس المخلوع قرمان بيك باقايف كان يفضل الشعب القرغيزي. دعم العديد من القرغيز في الجنوب باقايف بقوة، حتى بعد الإطاحة به. باقايف حاليا في المنفى في بيلاروس. وأشار باكيت بشيموف إلى أنه بعد انتفاضة 7 أبريل، لم تتمكن الحكومة المؤقتة من السيطرة على الوضع في قيرغيزستان، مما مهد الطريق لاضطرابات كبيرة. وقد أشار إلى الصراع «القاسي» على السلطة باعتباره سببًا رئيسيًا.
يشعر العديد من القرغيز أن سيادتهم مهددة من قبل جارتهم أوزبكستان، وغالبًا ما تتحدث وسائل الإعلام القرغيزية عن رغبة أوزبكستان المفترضة في حماية الشعب الأوزبكي في الخارج. قيرغيزستان لديها حدود متنازع عليها منذ فترة طويلة مع البلاد، والتي أقامت أوزبكستان من جانب واحد حاجزًا. من المعروف أن جهاز الأمن القومي الأوزبكي يقوم بعمليات استخباراتية مميتة في قرغيزستان، وهناك أيضًا مخاوف قيرغيزية من تسلل حركة أوزبكستان الإسلامية.

### المحرضون المحتملون
زعمت بعض المصادر في البداية أن أعمال الشغب كانت مدبرة من قوى خارجية. كانت هناك تقارير متعددة عن مجموعات منظمة من المسلحين يرتدون أقنعة تزلج، يُعتقد أنهم من طاجيكستان المجاورة، أطلقوا النار على كل من الأوزبك والقرغيز لإشعال أعمال الشغب. لكن رئيس قوات الأمن في قرغيزستان نفى مثل هذه المزاعم لوسائل الإعلام. زعمت الحكومة القرغيزية المؤقتة بقيادة روزا أوتونباييفا أن الرئيس السابق قرمان بيك باقايف، واتصالاته كانوا وراء أعمال الشغب، على الرغم من عدم تقديم دليل على هذا الادعاء. كما ادعى نائب رئيس الوزراء القرغيزي ألمازبيك أتامباييف أن أعمال الشغب تم دفع ثمنها بـ 10 ملايين دولار من نجل باقييف، مكسيم باقايف.
في 14 مايو، بثت وسائل الإعلام محادثة هاتفية بين زعيم الحزب الشيوعي إسحاق ماسالييف وسياسيين آخرين. وناقشا تنظيم احتجاجات جماهيرية في جنوب قيرغيزستان. وكان من بين الأشخاص مستشار باقايف، أوسين سيديكوف، الذي كان سياسيًا قويًا في ذلك الوقت في قيرغيزستان، واعتقلته قوات الأمن عندما كان قد وصل لتوه من موسكو. أثار الاعتقال التكهنات بأن الكرملين كان يعمل على إحداث حالة من عدم الاستقرار. أشارت إلميرا نوغويباييفا، رئيسة مركز شرطة قرغيزستان التحليلي، في مايو إلى أن روسيا وحليفتها كازاخستان أطلقتا حملة إعلامية متسقة لتشويه صورة قيرغيزستان. في 14 يونيو 2010، صرح الخبير الأوراسي جيورجي كفلاشفيلي أن تصرفات موسكو تبدو وكأنها جزء من خطة محسوبة أكبر.
لم تؤيد المنظمات الدولية الرأي القائل بأن أحداث يونيو كانت مدبرة من الخارج. وطبقاً لمنظمة هيومن رايتس ووتش، فإن "العنف في جنوب قيرغيزستان بدأ في 10 يونيو، عندما تجمع حشد كبير من الأوزبك رداً على قتال صغير بين الأوزبك والقرغيز في كازينو في وسط مدينة أوش. وأثارت ليلة 10 يونيو أعمال شغب ضد عرقية قيرغيزستان وإحراق العديد من المباني. كان من المفترض أن تشعر أوزبكستان بالقلق من أن روسيا تستخدم الأحداث لتعزيز سلطتها على آسيا الوسطى، بما في ذلك أوزبكستان. ذكرت ستراتفور في 13 يونيو أن "الأزمة قد انتقلت من كونها حالة طوارئ داخلية في قيرغيزستان إلى مواجهة بين أوزبكستان وروسيا. وقد أثبتت روسيا في العام الماضي أنها تسير على طريق الاندماج في آسيا الوسطى والتي يمكن أن تكون أوزبكستان أصعبها".

## النشوب
في أواخر مايو 2010، قام المئات من سكان جيب سوخ الأوزبكي في قيرغيزستان بإغلاق طريق سريع رئيسي يؤدي إلى أوزبكستان، مطالبين بمزيد من الأمن بعد أن تعرضت سياراتهم للتخريب حسبما زُعم. ثم نشرت أوزبكستان قوات عسكرية وقوات شرطة محدودة في الجيب، لكنهم انسحبوا في 3 يونيو.
خلال الفوضى السياسية التي أعقبت الإطاحة بقرمان بيك باقايف، تصاعدت التوترات بين القرغيز والأوزبك. اندلع العنف في مساء يوم 10 يونيو في مدينة أوش. وفقًا لمعظم الروايات، كان الخلاف في كازينو بين الشباب الأوزبكي والقرغيزي نقطة تحول في أعمال العنف. دعت المجموعتان الأصدقاء للحضور للمساعدة واستمرت الاشتباكات طوال الليل. توافدت حشود قيرغيزية من الريف على مدينة أوش وجلال آباد ومدن أخرى للانضمام إلى الحشود القرغيزية والأوزبكية المحلية لمهاجمة أحياء بعضهم البعض. من 11 يونيو إلى 14 يونيو، وقعت أعمال قتل وتعذيب ونهب وإضرام النار في المنازل والشركات.

## مسار الأحداث
بين 9 و 10 يونيو 2010، أدت أعمال الشغب في مدينة أوش بين العرقية القرغيزية والأقلية الأوزبكية إلى مقتل ما لا يقل عن 46 شخصًا وإصابة 637 بجروح، العديد منهم في حالة خطيرة. وردت أنباء عن إطلاق نار على مدار اليوم في المدن الجنوبية وأعلنت حالة الطوارئ، مما أدى إلى نشر وحدات عسكرية لاستعادة القانون والنظام. في 12 يونيو، طلبت حكومة قرغيزستان المؤقتة من روسيا المساعدة في قمع الاقتتال العرقي، مدعية أن الجيش والشرطة قد فقدا السيطرة. وقالت موسكو إنها لا تستطيع التدخل في تلك المرحلة لأن الأزمة شأن داخلي لقيرغيزستان. تعهد الرئيس الروسي دميتري ميدفيديف والرئيس الصيني هو جينتاو بدعم حكومة قرغيزستان المؤقتة في استعادة النظام.
أصدرت الحكومة القرغيزية المؤقتة مرسوما يعلن تعبئة جزئية لجنود الاحتياط المدنيين. في 13 يونيو، بدأت مكاتب التجنيد في قيرغيزستان في تسجيل جنود الاحتياط. كما سمحت الحكومة القرغيزية لقوات الأمن باستخدام القوة المميتة وإطلاق النار للقتل. في 12 و 13 يونيو، أعربت الحركة الدولية للصليب الأحمر والهلال الأحمر عن قلقها العميق إزاء تدهور الوضع الإنساني ودعت السلطات القيرغيزية إلى بذل كل ما في وسعها لحماية مواطنيها واستعادة النظام وضمان احترام سيادة القانون. في صباح يوم 15 يونيو، وصف رئيس مجلس الأمن القومي أليك أوروزوف، الوضع في المقاطعات الجنوبية بأنه «أصيب الناس بالجنون، وأصبحوا يواجهون بعضهم البعض. أصبح الوضع خارجًا عن السيطرة، إنها فوضى حقيقية».
في 16 يونيو، ذكرت صحيفة واشنطن بوست أن العنف بدأ يهدأ في جلال آباد. ومع ذلك، أفادت أنه «عندما سُئل السكان عما حدث، عن سبب تحول الجيران ضد بعضهم البعض فجأة وبهذه الطريقة الوحشية، سرعان ما ظهر الغضب بين القرغيز والأقلية الأوزبكية، ملمحًا إلى استمرار تقلبات الوضع». كما ذكرت صحيفة واشنطن بوست أن سكان أوزبكستان وقرغيزستان يلومون بعضهم البعض على أعمال العنف. وأقام الجنود وضباط الشرطة في قيرغيزستان حواجز على الطرق وبدأوا في القيام بدوريات بعد انتهاء أسوأ أعمال العنف.

## الضحايا
لا يزال العدد الدقيق للقتلى في الاشتباكات غير مؤكد. في يناير 2011، أفادت لجنة وطنية مؤلفة من خبراء محليين أن 426 شخصًا لقوا مصرعهم في أعمال العنف، من بينهم 276 أوزبكيًا و 105 قيرغيزيًا. وتحدثت مصادر غير رسمية عن مقتل «الآلاف» وجرح عدة آلاف وعشرات الآلاف من اللاجئين. هذه الأرقام أعلى من البيانات الرسمية حيث لم تحسب السلطات سوى من ماتوا في المستشفيات ومن تم دفنهم رسميًا خلال أيام العنف. وفقًا للشريعة الإسلامية، قام العديد من الأشخاص بدفن أقاربهم المتوفين على الفور دون تسجيلهم. ووفقًا لمصادر من الطائفة الأوزبكية، قُتل ما لا يقل عن 700 أوزبكي في جلال آباد، حيث كانت الاشتباكات أقل حدة مما كانت عليه في مدينة أوش. وفقًا لمصادر محلية، قُتل في أوش من 1526 إلى أكثر من 2000 شخص في المذابح. زعم سكان جلال أباد أن ما لا يقل عن 2000 شخص لقوا حتفهم وأن الأرقام الرسمية كانت منخفضة للغاية. ذكرت النسخة الأوزبكية من إذاعة أوروبا الحرة في 16 يونيو 2010، أن 2،608 أوزبكيًا قتلوا منذ بداية الاشتباكات. أفاد سكان مدينة أوش أن جثث 1170 أوزبكيًا نُقلت من الشوارع والأطلال ودفنها أفراد من الجالية الأوزبكية.
تم تنفيذ عمليات القتل بقسوة مخيفة، تم اغتصاب وحرق العديد من الضحايا أحياء. حاولت العصابات المسلحة منع الجرحى من تلقي أي إسعافات أولية. وفي جلال آباد هاجمت حشود المستشفى الذي كان الجرحى يتلقون العلاج فيه. وقد سهّل أعمال العنف إهمال الشرطة والجيش المحليين. علاوة على ذلك، زعمت العديد من المصادر والمنظمات الدولية أن الجيش المحلي شارك بنشاط في الاشتباكات العرقية والنهب. ووردت أنباء عن مقتل خمسة من رجال الشرطة على الأقل خلال الاشتباكات. تسبب العنف في فرار الآلاف من منازلهم. وفقًا للأمم المتحدة والمنظمات الدولية الأخرى، تم تشريد 400000 لاجئ بسبب المذابح وفر أكثر من 111000 شخص عبر الحدود إلى أوزبكستان. وافادت الانباء ان السلطات المحلية اعتقلت عددا من النشطاء الاوزبكيين كانوا يحاولون التقاط صور وفيديو ادلة على العنف.

## يد قوات الأمن القرغيزية في أعمال العنف
ويشتبه عدد كبير من الشهود والمنظمات الدولية في يد السلطات القرغيزية في المذابح. حققت هيومن رايتس ووتش في أعمال العنف ونشرت تقريرًا بعنوان «أين العدالة؟»: العنف العرقي في جنوب قيرغيزستان وما أعقبه. وشكك التقرير بجدية في الادعاء بأن الهجمات كانت عفوية، مستشهدا بشهود رأوا بأم عينهم كيف قفز أشخاص يرتدون زيا عسكريا من ناقلات الجنود المدرعة وأطلقوا نيران أسلحتهم الآلية وهم يصرخون ضد الأوزبكيين.
وأظهرت الهجمات على أحياء أوش الأوزبكية في شيريموشكي وشيت تيبي وشارك وغيرها، والتي وصفها عشرات الشهود لهيومن رايتس ووتش بشكل مستقل، نمطاً متسقاً. في العديد من الروايات، دخل أفراد يرتدون زيًا مموهًا على عربات عسكرية مدرعة الأحياء أولاً، وأزالوا الحواجز المؤقتة التي أقامها السكان الأوزبكيون. وتبعهم رجال مسلحون أطلقوا النار وطردوا ما تبقى من السكان، وفسحوا الطريق أمام اللصوص.
وزعمت السلطات أن عصابات قيرغيزستان سرقوا الزي العسكري والأسلحة والمركبات التي استخدمت في الهجمات. وأشار مراقبون إلى أنه إذا كان هذا الادعاء صحيحًا، فإنه سيثير مجموعة منفصلة من الأسئلة بشأن فقدان الجيش السيطرة على الأسلحة والمعدات التي انتهى بها المطاف في أيدي الغوغاء الذين يهاجمون الأوزبك العرقيين وممتلكاتهم.

منحت الحكومة المؤقتة السلطات إطلاق النار للقتل لقواتها الأمنية في جنوب قيرغيزستان، وهو ما انتقدته منظمات حقوق الإنسان. أسفرت أوامر إطلاق النار بقصد القتل التي أصدرتها الحكومة المؤقتة عن القتل العشوائي للعديد من الأوزبك. واشتبهت مصادر مختلفة في يد قوات الأمن القرغيزية في أعمال العنف. في 3 مايو 2011، في مقال بعنوان «جيش قيرغيزستان متورط في إراقة دماء عرقية»، ذكرت وكالة أسوشيتد برس أن تحقيقًا دوليًا في أسباب الصراع العرقي خلص إلى أن تسليم قوات الأمن القيرغيزية الأسلحة إلى الغوغاء أثناء أعمال العنف كان بمثابة في إشارة إلى تواطؤ الجيش في أعمال العنف. كما أفادت هيومن رايتس ووتش بتورط بعض القوات الحكومية في الهجمات على الأحياء الأوزبكية:
وبدا أن قوات الأمن كانت تستجيب بشكل مختلف لأعمال العنف حسب عرق الجناة، مما أثار مخاوف من أن القدرة ليست السبب الوحيد للفشل في حماية الإثنية الأوزبكية. يبدو أن قوات الأمن تركز الموارد على مواجهة الخطر الذي يمثله الأوزبك، ولكن ليس من قبل القرغيز، حتى بعد أن أصبح واضحًا أن الغوغاء القرغيزيين يشكلون تهديدًا وشيكًا؛ واتخذت القوات إجراءات عملياتية محدودة للغاية، إن وجدت، لحماية السكان الأوزبكيين.
وفشلت الشرطة والسلطات المحلية في وقف انتشار المذابح التي اعتبرت دليلا على عدم فعالية الحكومة المؤقتة برئاسة روزا أوتونباييفا. على الرغم من أن الحكومة القرغيزية التي فشلت في إرساء القانون والنظام أثناء أعمال العنف ألقت باللوم على القوى الخارجية في الاشتباكات الدموية، إلا أنها لم تقدم أدلة لدعم هذا الادعاء.

لقد ارتُكبت انتهاكات حقوق الإنسان على أيدي قوات الأمن، ليس فقط خلال أحداث يونيو، ولكن أيضًا في أعقابها. بعد توقف العنف، نفذ ضباط إنفاذ القانون في قرغيزستان اعتقالات تعسفية، وأساءوا معاملة المحتجزين، وضربوا وأهانوا السكان، وفي بعض الحالات قتلوا الناس. نفذت قوات الأمن القيرغيزية عمليات تمشيط بدعوى مصادرة أسلحة ممنوعة. خلصت التحقيقات التي أجرتها منظمات دولية مثل هيومن رايتس ووتش ومنظمة العفو الدولية إلى أن وكالات إنفاذ القانون نفذت مداهمات تعسفية في الأحياء الأوزبكية بشكل رئيسي:
بعد أن هدأت أعمال العنف الأولية، بدأت القوات الأمنية في تنفيذ عمليات تفتيش في القرى والمنازل بدعوى مصادرة أسلحة واحتجاز المسؤولين عن ارتكاب جرائم عنف. تم تنفيذ هذه العمليات واسعة النطاق على مدى أسبوعين حتى نهاية يونيو. ووردت أنباء عديدة عن استخدام قوات الأمن للقوة المفرطة أثناء هذه العمليات وأنها كانت تستهدف الأحياء الأوزبكية. أفادت منظمات حقوق الإنسان والصحفيون وقادة المجتمع أن مئات الرجال، وأغلبهم من الأوزبك، تعرضوا للاحتجاز التعسفي والضرب أو غير ذلك من ضروب سوء المعاملة والتعذيب خلال هذه المداهمات وبعد ذلك أثناء احتجازهم.
تلقت هيومن رايتس ووتش عشرات التقارير عن مسؤولين بالشرطة يطلبون رشاوى باهظة تصل إلى 10 آلاف دولار للإفراج عن محتجزين. وطالب ضباط الأمن أهالي المعتقلين بالمال للإفراج عن أقاربهم أو منع اعتقال آخرين. وكانت الغالبية العظمى من المعتقلين من الأوزبك. تعرض العديد من المعتقلين لسوء المعاملة والترهيب والضرب المبرح. كما أفادت منظمات حقوقية أن قوات الأمن زرعت الأدلة، وضربت الناس بالبنادق، وأتلفت الوثائق، وسرقت الممتلكات، وأساءت معاملة المحتجزين. «أفاد الكثيرون بأنهم احتجزوا بمعزل عن العالم الخارجي في حجز الشرطة أو الأمن القومي، وتعرضوا للضرب أو غير ذلك من سوء المعاملة والتعذيب لإجبارهم على الاعتراف بجريمة أو تجريم قريب أو جار أو صاحب عمل أو صديق». أصابت قوات الأمن القرغيزية 39 شخصا، توفي اثنان منهم في المستشفى بقرية ناريمان.
ضايقت السلطات واعتدت على محامين يمثلون موكليهم، ومعظمهم من الأوزبك، فيما يتعلق بالعنف العرقي. أفاد محامون أن السلطات المحلية منعتهم من مقابلة عملائهم، ناهيك عن مساعدتهم. وشتم المسؤولون وهددوا المحامين الذين يدافعون عن العرق الأوزبكي في مناسبات متكررة.
استمرت الهجمات ذات الدوافع العرقية في جنوب قيرغيزستان بعد أن تراجعت حدة العنف على نطاق واسع. لم تفعل السلطات الكثير لوقف الهجمات، إما لأنها لم تكن قادرة على وقفها أو غير راغبة في ذلك. أفادت هيومن رايتس ووتش أن عشرات الأشخاص، معظمهم من النساء، تعرضوا للهجوم والضرب المبرح أمام قسم شرطة مدينة أوش، بينما لم يفعل عدد كبير من رجال الشرطة المسلحة شيئًا لوقف الهجمات. لم تحقق السلطات المحلية في سوء المعاملة في الحجز. قال المدعي العام العسكري لهيومن رايتس ووتش إن عملية التمشيط في ناريمان لن يتم التحقيق فيها لأنه اعتبر تصرفات أجهزة إنفاذ القانون - بما في ذلك إطلاق النار والضرب الوحشي الذي أدى إلى وفاة شخصين - «قانونية وكافية».

## العواقب

### التعذيب والاعتقالات التعسفية في أعقاب أعمال العنف
في المحاكمات التي أعقبت أعمال العنف في جنوب قيرغيزستان، كان غالبية المتهمين من أصل أوزبكي. في أوائل عام 2012، كان الأوزبك الإثنيون يشكلون 77 في المائة من المحتجزين والمتهمين بارتكاب جرائم تتعلق بالعنف في يونيو 2010. وقد أدى ذلك إلى إدامة النظرية التي تم الترويج لها على نطاق واسع في الأوساط السياسية القرغيزية بأن الأوزبك هم من بدأوا أعمال العنف. اعتقلت قوات الأمن العشرات من القادة الدينيين والمجتمعيين الأوزبكيين البارزين في أعقاب أعمال الشغب، بمن فيهم الصحفي والناشط في مجال حقوق الإنسان عظيمجان أسكروف. عقب محاكمة انتقدتها عدة منظمات دولية لحقوق الإنسان، اتُهم أسكروف بارتكاب اضطرابات جماعية، والتحريض على الكراهية العرقية، والتواطؤ في القتل، وحُكم عليه بالسجن المؤبد. ذكرت العديد من منظمات حقوق الإنسان أنها تعتقد أن التهم الموجهة إليه هو ورفاقه كانت ذات دوافع سياسية، وأن منظمة العفو الدولية صنفت أسكروف على أنه من سجناء الرأي.
في 29 مارس 2012، نشرت مجموعة الأزمات الدولية تقريرًا ذكر أن التوترات العرقية بين الأوزبك وقرغيزستان مستمرة في النمو منذ يونيو 2010 في جنوب قيرغيزستان، «ويرجع ذلك إلى حد كبير إلى إهمال الدولة وسياسات قادة الجنوب المناهضة للأوزبكيين». وأشار التقرير إلى أن الصمت السطحي الحالي في الجنوب لم يكن علامة على النجاح. ووفقًا لمجموعة الأزمات الدولية، ما لم يتم اتخاذ تدابير منهجية، فقد يندلع المزيد من العنف، ومن غير المرجح أن يبقي أكثر القوميين العرقيين تصميماً مثل ميليس ميرزاكماتوف الأقلية الأوزبكية صامتة إلى الأبد.
ذكرت مجموعة الأزمات أنه، خلافًا للاعتقاد السائد، لم يكن العنف في جنوب قيرغيزستان ظاهرة هامشية ارتكبها شباب قاسون وغير متعلمون وعاطلون عن العمل وسياسيون فاسدون فقط. في الواقع، حتى الطبقة الوسطى المتعلمة إلى حد ما في قيرغيزستان ليس لديها موقف تصالحي. قلة من الناس في جنوب قيرغيزستان تمكنوا من الوصول إلى أي تحليل لأعمال الشغب التي تتحدى الروايات التي تلوم الأوزبك على أنهم غرباء خطيرون. يعتقد الناشطون والمتخصصون المتعلمون في جنوب قيرغيزستان أن الأوزبك جلبوا الخراب على أنفسهم. قلة من القرغيز تعترف بأن التمييز والإهانة ضد الأوزبك في جنوب قيرغيزستان كانا لا يطاق منذ فترة طويلة. وهم يرفضون تقرير لجنة التحقيق الدولية المستقلة الذي يوثق كيفية توزيع الأسلحة، ومعظمها بنادق آلية، على حشود قرغيزستان، وأن ناقلات الجنود المدرعة قد تم تسليمها دون مقاومة، ثم استخدمت بعد ذلك في هجمات على المجتمعات الأوزبكية.
في أعقاب أحداث يونيو، تعرض الأوزبك العرقيون للاعتقال التعسفي والابتزاز والتعذيب. أصدر خوان إي. منديز، المقرر الخاص للأمم المتحدة المعني بالتعذيب، تقريرًا في ديسمبر 2011 كتب فيه: «الانتهاكات الجسيمة لحقوق الإنسان التي ارتكبت في سياق التحقيقات الجارية في أحداث يونيو 2010 وما بعدها استمرت بلا هوادة في الأشهر الأخيرة».

### ظهور ميليس ميرزاكماتوف كزعيم قومي
في أعقاب أعمال العنف ظهرت قيادة جديدة في جنوب قيرغيزستان. برز ميليس ميرزاكماتوف، عمدة أوش القومي علنًا، الذي عينه قرمان بيك باقايف، كشخصية سياسية بارزة في الجنوب. شكل ميرزاكماتوف وغيره من القوميين الجنوبيين حزب آتا- زورت الذي فاز بـ 28 مقعدًا من أصل 120 في الانتخابات البرلمانية القرغيزستانية 2010. قام الحزب في البداية بحملة للتراجع عن الدستور الجديد وإعادة باقايف من المنفى في بيلاروسيا. ميليس ميرزاكماتوف زعيم قومي راديكالي ويحمل علانية سياسة عرقية قرغيزية أولاً. لقد تجاهل إلى حد كبير العاصمة بيشكيك في أفعاله. لم يتغير هذا الوضع حتى بعد انتخاب ألمازبيك أتامباييف، الذي يفترض أنه محايد في الشمال، رئيساً في ديسمبر 2011. وعبر كبار أعضاء إدارة أتامباييف «عن استيائهم من التوترات في الجنوب لكنهم يقولون إن ليس لديهم وسيلة للتأثير على الوضع هناك».
في أواخر عام 2011، نشر ميرزاكماتوف كتابًا بعنوان «بحثا عن الحقيقة، مأساة أوش: المستندات، الحقائق،  الطعون والإعلانات». في الكتاب، اتخذ مقاربة راديكالية مناهضة للأوزبكيين وصوّر الأوزبك على أنهم مجموعة انفصالية و «شدد على حاجة الجماعات العرقية غير القيرغيزية إلى فهم دورها المستقبلي باعتباره مرؤوسًا». يقدم ميرزاكماتوف في كتابه وصفًا مشكوكًا فيه للأحداث في جنوب قيرغيزستان. «الكثير من التفاصيل مشكوك فيها، والأحداث الرئيسية مفقودة. لا توجد إشارة تذكر للهجمات على المناطق الأوزبكية، ولا نقاش حول الضحايا في المناطق الأوزبكية.» وطبقاً لميرزاكماتوف، فإن القيرغيزيين فوجئوا بهجوم الأوزبك الذين كانوا «مسلحين حتى الأسنان» لكن الهجوم أحبطه ميرزاكماتوف وعدد قليل من القيرغيزيين «البطوليين» الآخرين الذين استلهموا من ماناس، بطل أسطورة قيرغيزية.
في 5 ديسمبر 2013، أصدر رئيس وزراء قيرغيزستان زانتورو ساتيبالدييف مرسومًا وعزل ميرزاكماتوف من منصبه كرئيس لبلدية أوش. على الرغم من إقالته، سُمح لميرزاكماتوف بالمشاركة في انتخابات رئاسة البلدية الجديدة التي أجريت في 15 يناير 2014. وهزمه المرشح المؤيد للرئاسة ايتمامات قديرباييف. أثار إقالة ميرزاكماتوف وهزيمته في الانتخابات احتجاجات جماهيرية من قبل أنصاره.

## جهود المصالحة
في أعقاب الاشتباكات العرقية، قامت العديد من المنظمات الدولية والمنظمات غير الحكومية مثل منظمة الأمن والتعاون في أوروبا والأمم المتحدة والوكالة الأمريكية للتنمية الدولية بدعم جهود المصالحة في المناطق المتضررة حول جنوب قيرغيزستان.

### مبادرة أمن المجتمع
في نوفمبر 2010، بدأت منظمة الأمن والتعاون في أوروبا بمساعدة الشرطة القرغيزستانية في أنشطتها من خلال مشروع مبادرة الأمن المجتمعي. كان الهدف الرئيسي لمنظمة الأمن والتعاون في أوروبا هو «زيادة احترام وحماية حقوق الإنسان من قبل الشرطة وبناء الثقة بين وكالات إنفاذ القانون والمجتمعات بما في ذلك من خلال تعزيز الشرطة متعددة الأعراق».
عملت منظمة الأمن والتعاون في أوروبا بالتعاون مع برنامج إصلاح الشرطة التابع لمنظمة الأمن والتعاون في أوروبا والمفوض السامي للأقليات القومية. كما تعاون المشروع مع عدد كبير من السلطات الوطنية في قيرغيزستان، بما في ذلك أمين المظالم، المدعي العام، دائرة السجون الحكومية، وزارة الداخلية، وزارة العدل ووزارة الصحة. انتهى المشروع رسميًا في 11 ديسمبر 2015.